# Призрак Оперы (роман)
«При́зрак О́перы» (фр. Le Fantôme de l’Opéra) — готический роман Гастона Леру, который печатался по частям в газете «Ле-Голуа» с 23 сентября 1909 года по 8 января 1910 года и позже был издан отдельной книгой. На создание романа Леру вдохновил знаменитый на весь мир театр Парижской оперы. Автор посвятил роман своему младшему брату Жозефу.
По сюжету романа было предпринято несколько театральных постановок и снято несколько фильмов. Из экранизаций наибольший след в истории кино оставил первый фильм 1925 года. Мюзикл 1986 года входит в число самых долгоиграющих представлений на Бродвее.
В России роман был впервые опубликован в январе 1911 года — почти одновременно с выходом первого английского издания книги. Всего известно семь переводов книги на русский.

## Сюжет
В Парижском оперном театре происходят странные явления: падают декорации, люстры, слышатся необычные звуки, пропадают вещи, происходят несчастные случаи. Ходят слухи о призраке, обитающем в театре, которого даже видели некоторые работники (что не мешает им описывать его весьма по-разному). Однако новая дирекция настроена весьма скептически. Она не следует советам предыдущего руководства, в результате чего, в частности, таинственным образом теряют значительную сумму денег.
А в театре тем временем идёт постановка оперы «Фауст». Приму Оперы Карлотту, отсутствующую несколько дней по «болезни», с успехом заменяет молодая дублёрша-хористка Кристина Даэ. На каждой репетиции присутствует влюблённый в неё виконт Рауль де Шаньи. Дело в том, что молодой человек давно знаком с восходящей звездой — когда-то они вместе отдыхали у моря. Но холодность Кристины пугает робкое сердце Рауля. Он следит за девушкой и обнаруживает её странную связь с человеком в маске смерти.
Голос увлекает Кристину сквозь стены её уборной в самое сердце оперного театра, туда, откуда невозможно убежать. Обладатель голоса и есть человек в маске смерти. Кто же скрывается под ней? Он страшен, его кожа желта и бугриста, глаза светятся в темноте, а нос провалился внутрь черепа… Девушка в ужасе умоляет перед заточением, коим является для неё брак с Призраком, дать ей шанс увидеть свет в последний раз.
Влюблённые Кристина и Рауль договариваются о побеге. Призрак, подслушавший их разговор, похищает девушку. Её ищут полиция, дирекция, брат Рауля, но тщетно. Лишь одному служащему театра по имени Перс известно о тайных ходах, которые могут привести к логову Призрака. Он предлагает свою помощь виконту и рассказывает ему всю историю «чудища».
Человек, одарённый во многих областях, фокусник и иллюзионист, талантливый инженер, архитектор, музыкант и композитор, тот, кого в оперном театре называют Призраком, родился с лицевыми дефектами. Не зная родительской любви и ласки, он ещё в детстве был вынужден убежать из дома. Он объездил полмира, носил множество имён. Вернувшись после своих странствий в Париж, он принял участие в строительстве здания «Гранд-Опера», в подвалах которого и соорудил себе тайное жилище.
Путь к острову посреди подземного озера, где Призрак держит Кристину, лежит через камеру пыток. Эрик (таково его подлинное имя) с помощью хитроумных механизмов собственного изобретения едва не лишает жизни Рауля и его провожатого Перса. Но искренняя клятва верности Призраку, данная Кристиной, спасает их от смерти.
Любовь Кристины и Рауля, самопожертвование девушки, верность клятве, её чистый поцелуй и сочувствие к нему, Призраку — всё это трогает давно похороненные светлые чувства в душе Эрика. Он отпускает её, поскольку любит, однако хочет, чтобы она была счастлива.
Теперь его единственное желание — быть похороненным в оперном театре.

## Персонажи

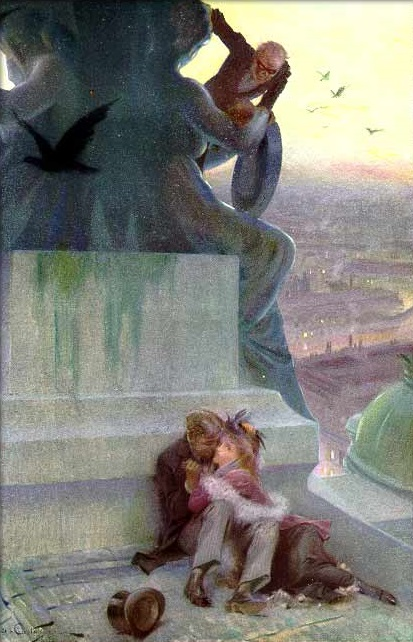
Иллюстрация Андре Кастеня к первому американскому изданию романа (1911)

- Эрик
- Кристина Даэ[англ.]
- виконт Рауль де Шань
- Перс
- граф Филипп де Шаньи
- Арман Моншармен и Фирмен Ришар
- Мадам Жири
- Мег Жири
- Дебьенн и Полиньи
- Жозеф Бюке
- Карлотта
- Мерсье
- Габриэль
- Мифруа
- Реми
- Инспектор
- Шах и Султан
- Ла Сорелли
- Малышка Жамм
- Мадам Валериус

## Прототипы
Прототипом шведской певицы Кристины Даэ послужила Кристина Нильсон, которая на сцене Парижской оперы создала роль Офелии в первой постановке оперы Тома «Гамлет».
Полагают, что пыточная комната, красочно описанная автором в романе, является не чем иным, как зеркальным залом Дворца миражей, представленным на Парижской выставке 1900 года.

## Переводы на русский язык
Первый перевод, выполненный некой С. Солововой, был выпущен в 1911 году типолитографией «Свет» под названием «Тайна Привидения Большой Оперы». Известно только одно переиздание с этим переводом того же 1911 года, где название было заменено на «Призрак парижской Большой Оперы». Данный перевод, очевидно, делался с газетного издания, а не с книжного, потому что в тексте отсутствуют авторские сноски, предисловие и посвящение.
В СССР роман не печатался. Вновь издаётся на русском с 1992 года, чаще всего в переводе Владимира Новикова (1993). Однако Новиков при переводе допустил несколько смысловых ошибок: 
1. Посвящение «A mon vieux frère Jo» он перевёл как «Моему старшему брату Джо» (хотя Жозеф Леру был младшим братом Гастона и посвящение в правильном переводе выглядит как «Моему брату-старине Жо»);
2. Фальшивую ноту «un crapaud», которую по милости Призрака издаёт Карлотта, Новиков перевёл дословно как «жаба», хотя во французском языке «жаба» в этом контексте аналогична русскому «дать петуха»;
3. Знаменитые фигурки Эрика «кузнечик» и «скорпион» Новиков перевёл как «ящерица» и «скорпион», хотя оригинальное «la sauterelle» переводится именно как «кузнечик».

В 2004 году, уже после смерти Новикова, во время редакционной подготовки переиздания его перевода в издательстве «Амфора» (Санкт-Петербург), редактор С. Ю. Васильева сделала несколько правок, заменив, среди прочего, «ящерицу» на «кузнечика», хотя остальные две вышеупомянутые неточности перевода Новикова остались в изначальном виде.
Вторым по популярности является перевод Дарьи Мудролюбовой, впервые изданный в 2000 году, хотя у неё аналогично присутствуют «ящерица» и «скорпион».

## Мюзикл
По мотивам романа написан одноимённый мюзикл Эндрю Ллойда Уэббера. Эта постановка с 1986 года идёт с неизменным успехом в лондонском театре Его Величества. Мюзикл был экранизирован Джоэлем Шумахером.

## Влияние
В 1963 году Джон Фаулз публикует роман «Коллекционер», где любовь точно так же оборачивается маниакальным контролем и где влюблённый создаёт для объекта своих желаний замкнутый мир, в котором его власть над ним абсолютна. Действия и Эрика, и «коллекционера» обнажают патологическую потребность в доминировании над возлюбленной, а не во взаимности. 
Рэй Брэдбери признавал, что идею рассказа «Вельд» ему подкинула камера пыток Эрика. В 2011 году в России вышли две книги, написанные по роману Гастона Леру, — М. Таргис «Дар скрипача» и О. Немон «Реквием». Роман «Маскарад» Терри Пратчета также во многом обыгрывает книгу Леру.